# Магас Македонски
Вижте пояснителната страница за други личности с името Магас.
Магас Македонски (на старогръцки: Mάγας, Magas) е македонски благордник от IV век пр. Хр. Произлиза от Еордеа, в Кожани.
Той се жени за Антигона, дъщеря на Касандър (брат на регент Антипатър). Той има с нея дъщеря Береника I, която през 317 г. пр. Хр. става съпруга на Птолемей I Сотер (упр. 304–282 г. пр. Хр.) и царица от Династията на Птолемеите.
Магас е дядо на:
- Магас, който става 301 г. пр. Хр. цар на Кирена, на Антигона от Епир, която ок. 298 г. пр. Хр. става първата съпруга на цар Пир от Епир, на Теоксена, която се омъжва ок. 295 г. пр. Хр. за Агатокъл, тиран на Сиракуза,
- Арсиноя II Филаделф, фараон Птолемей II Филаделф и на Филотера.

Той е прадядо на Магас от Египет, син на Береника II, внук на Магас от Кирена.